# El caballo del pueblo
El caballo del pueblo es una película de Argentina en blanco y negro dirigida por Manuel Romero sobre su propio guion escrito en colaboración con Luis Bayón Herrera que se estrenó el 15 de agosto de 1935 y que tuvo como protagonistas a Olinda Bozán, Irma Córdoba, Enrique Serrano, Pedro Quartucci y Juan Carlos Thorry.

## Sinopsis
Un delincuente arrastra a negocios sucios al propietario de una caballeriza que cae en sus manos.

## Producción
Es la primera película de Juan Carlos Thorry, quien se inició en una troupe estudiantil y se popularizó luego como crooner del famoso conjunto de jazz Santa Paula Serenaders. En 1935 lo contrató Luis César Amadori para actuar en el Teatro Maipo y en Radio El Mundo como locutor, presentador y partenaire de Niní Marshall. Un día que estaba cantando en la confitería Richmond de Florida entraron Tita Merello, Manuel Romero y Luis Bayón Herrera y la primera -que había trabajado en el cine París al mismo tiempo que Thorry- lo presentó a Romero, quien luego de oírlo cantar en castellano –habitualmente lo hacía en inglés- lo contrató para filmar y en la película cantó los tangos El Zorzal y Tangazo.
Romero conocía perfectamente el mundo de las carreras de caballos como aficionado a las mismas, lo que le permitió cierta eficacia en la descripción de los studs y el hipódromo, los jockeys y los cuidadores, los tránsfugas y los caballeros, los ensayos y las carreras. Gran parte de la filmación fue en escenarios auténticos, con ritmo rápido, continuidad y técnica aceptables.
En esta película Romero utilizó por primera vez en el cine argentino el “last minute’s rescue” que había creado Griffith 20 años antes. El suspenso obtenido con la situación –la carrera que decidía el destino de la chica- demostró que había comprendido el recurso del “rescate en el último minuto” así como también el beneficio que se obtenía aprendiendo los secretos del oficio.

## Reparto
Participaron en el filme los siguientes intérpretes:
- Olinda Bozán	... 	Ruperta
- Irma Córdoba	... 	Esther Peña
- Enrique Serrano	... 	Bebe Viñas
- Pedro Quartucci	... 	Flaco
- Juan Carlos Thorry	... 	Roberto Campos
- Juan Mangiante	... 	Peña
- Juan Porta	... 	Entrenador
- Eduardo Lema	... 	Lemos, el jockey
- Vicente Forastieri	... 	Contreras
- N. Fornaresio	... 	Peón
- Lalo Malcolm	... 	Maleante
- Nicolás Werenchuk	... 	José Guzmán
- Mary Parets	... 	Hija del entrenador
- Ángel Magaña	... 	Joven 1 en la fiesta
- Pedro Maratea	... 	Joven 2 en la fiesta
- Margarita Padín	... 	Mujer joven en el show

## Comentarios
El crítico Néstor opinó que “lo mejor que tiene esta película es su realización. Hay en ella acción, mucha acción…rápida, variada y ágil” y para Manrupe y Portela se trata de “cine de acción y buen manejo del lenguaje cinematográfico a pesar de su argumento remanido”.